# Marietta Peyfuss
Maria Elisabetha „Marietta“ von Peyfuss (geboren 13. März 1868 in Wien; gestorben 6. November 1945 in Mödling) war eine österreichische Malerin, Grafikerin, Holzschneiderin und Kunstgewerblerin. Sie war Teil der Vereinigung Wiener Kunst im Hause.

## Leben und Werk
Marietta Peyfuss war die Tochter von Maria Elisabeth Scharff (1843–1868) und dem Musiker Johann Peyfuss. Ihr Bruder Carl Johann Peyfuss (1865–1932) wurde Maler. Der Großvater war der Gemmenschneider und Münzgraveur Johann Michael Scharff (1806–1855); ihr Onkel war der Medailleur Anton Scharff (1845–1903).
Sie erkämpfte sich gegen väterlichen Widerstand 1897 bis 1902 das Studium an der Kunstgewerbeschule Wien bei Koloman Moser und Rudolf Ribarz. Während des Studiums wurden ihre Arbeiten in der gemeinsamen Ausstellung der Kunstgewerbeschule in Prag und der Kunstgewerbeschule Wien präsentiert. In der von Felician Myrbach, Josef Hoffmann, Koloman Moser und Alfred Roller herausgegebenen Schrift Die Fläche wurden 1902 in den Heften 1, 2 und 4 Studienarbeiten von Marietta Peyfuss und weiterer Studierender neben den Werken der Lehrenden gezeigt. 1903 wurde einer ihrer Holzschnitte in der Kunstzeitschrift Ver sacrum veröffentlicht.
1901 war Peyfuss mit zwei weiteren Studentinnen Mosers (Jutta Sika, Therese Trethan) und sieben Studierenden aus der Klasse Hoffmann (Else Unger, Gisela von Falke, Emil Holzinger, Karl Sumetsberger, Wilhelm Schmidt, Hans Vollmer, Franz Messner) Mitbegründerin der Vereinigung Wiener Kunst im Hause (seit 1922 Wiener Arbeitsbund), einem Vorläufer der Wiener Werkstätte. Peyfuss fertigte hier kunstgewerbliche Entwürfe für Innenausstattungen. Dazu gehörten textile Arbeiten sowie Lederarbeiten, aber auch Möbelentwürfe. In den 1910er Jahren setzte sie sich mit der Technik des Batikens auseinander.
Marietta Peyfuss stellte mit der Vereinigung Wiener Kunst im Hause im Jahr ihres Studienabschlusses 1902 auf der 15. Secessionsausstellung aus. Zu ihren Werken gehörten Reformkrägen, Buchhüllen, Tischdeckchen und eine Stickerei. Im Katalog der XIII. Kunstausstellung der Secession wurden von ihr zwei Buchhüllen aus Leder und eine Ledermappe aufgeführt.
In einem staatlichen Gebäude in der Jakobergasse 3 stellte das Unterrichtsministerium der Wiener Kunst im Hause in der Zeit zwischen dem November 1903 und dem Dezember 1904 Räume für eine Ausstellung zur Verfügung. Die Vereinigung gab dazu einen Katalog heraus und Berta Zuckerkandl berichtete ausführlich und anerkennend in der Fachzeitschrift Dekorativen Kunst. Peyfuss beteiligte sich mit Grafiken, Lederarbeiten und Textilien.
Auf der 26. Secessionsausstellung war sie mit einer Visitière, einem grün-braunen Polster, einer Schmuckkassette mit Einlegearbeiten, einer Lederkassette mit Einlegearbeiten, einem Skizzenbuch mit getriebenem Leder, einem in schwarzem Leder gefassten Tagebuch mit Handvergoldung, einem Album, einer silbernen Bonbonnière und einem Ledermilieu vertreten. Auf der Kunstschau 1908 präsentierte sie Batikschals, Stickereien, Batikpolster, Batikfächer, eine Tischdecke und eine Bettgarnitur. Ein Bucheinband war 1909 auf er Kunstschau Wien zu sehen.
Marietta Peyfuss war als Zeichenlehrerin an der Gewerbeschule Mollardgasse tätig. Ihr Lehrplan für das Fach wurde per Erlass des Ministeriums eingeführt. Im Adressbuch der Stadt Wien war sie noch bis 1940 in der Bechardgasse 24 als Kunstgewerblerin verzeichnet. Sie verstarb mit 77 Jahren in Mödling.

## Werke (Auswahl)
- um 1900: Ornamententwurf[13]
- um 1900: Ornamententwurf Teil 1[14]
- um 1900: Ornamententwurf Teil 2[15]
- um 1900: Ornamententwurf für den Überzug einer Sessellehne[16]
- um 1900: Farbiger Entwurf eines Blumenornaments für den Überzug einer Sessellehne[17]
- um 1900 Entwurf eines Blumenornaments für einen Sesselüberzug[18]
- um 1900: Farbiger Entwurf eines Blumenornaments für einen Sesselüberzug[19]
- 1900: Teppichentwurf[20]
- 1900: Teppichentwurf[21]
- 1901: Gestickter Sesselbezug[22]
- 1901: Tapisserie Pflanzen und Fledermäuse[23]
- 1902: Damenwäsche[24]
- 1902 Ledermappe[24]
- 1902: Toilettenschrank aus grau gebeiztem Rüsterholz mit Intarsien in gelb gebeiztem Satinholz und Messingbeschlägen[25]
- 1902: Flächenmuster[26]
- 1902: Schablone schwarz-roth[27]
- 1902: Entwurf für einen Vorhang[28]
- 1903: Katalogillustrationen[29]
- 1903: Farbschablone[30]
- 1903: Holzschnitt[31]
- 1904: Vitrage[32]
- 1904: Portiere[32]
- 1904: Klavierdecke[32]
- 1904: Bucheinband aus schwarzem Leder mit Goldprägung[32]
- 1904: Buchhülle aus weißem Leinen mit darauf gelegtem, ausgeschnittenem schwarzen Leder[32]
- 1910: Batikornament Tuch[33]
- vor 1912 Batikmuster in violett, lila und rosa[34]
- 1912: Batik-Bluse[35]
- 1913: Batik-Arbeit[36]
- 1915: Batikornament in blau[37]

## Ausstellungen (Auswahl)
- 1901: Ausstellung von Arbeiten k. k. Kunstgewerblicher Fachschulen[22]
- 1902: 15. Secessionsausstellung[38]
- 1902: Düsseldorfer Kunstausstellung[25]
- November 1903 bis Dezember 1904: Wiener Kunst im Hause[29]
- 1906: Frühjahrsausstellung, K.k. Österreichisches Museum für Kunst und Industrie, Wien[39]
- 1906: 26. Secessionsausstellung[40]
- 1908: Kunstschau, Kunstpavillon, Lothringerstraße Wien[41]
- 1909; Kunstschau, Wien[42]
- 1909/1910: Ausstellung österreichisches Kunstgewerbe, K.k. Österreichisches Museum für Kunst und Industrie, Wien[43]
- 1912: Wiener Frühjahrsausstellung österreichisches Kunstgewerbe[35]
- 1913/1914: Winterausstellung, K.k. Österreichisches Museum für Kunst und Industrie, Wien[36]
- 1914: Kunstgewerbeausstellung, K.k. Österreichisches Museum für Kunst und Industrie, Wien[44]

Posthum
- 15. Dezember 2017 bis 15. April 2018: Ästhetik der Veränderung. 150 Jahre Universität für angewandte Kunst Wien, MAK – Museum für angewandte Kunst[23]
- 21. April 2021 bis 3. Oktober 2021: Die Frauen Der Wiener Werkstätte, MAK – Museum für angewandte Kunst, Wien[17]

## Mitgliedschaften
- Österreichischer Werkbund
- Berufsvereinigung der bildenden Künstler Österreichs
- Vereinigung bildender Künstlerinnen Österreichs